# Demonax tibiellus
Demonax tibiellus là một loài bọ cánh cứng trong họ Cerambycidae.